# Al-Attaf
Al-Attaf (ar. العطاف, fr. El Attaf) – miasto w Algierii, w prowincji Ajn ad-Dafla.